# Françoise Dumont
Pour les articles homonymes, voir Dumont.
Françoise Dumont, née le 9 avril 1965 à Nice (Alpes-Maritimes), est une femme politique française. Membre des Républicains, elle est élue, le 27 septembre 2020, sénatrice du Var. 
Elle est auparavant première vice-présidente du conseil départemental du Var de 2017 à 2020. 

## Biographie
Elle se porte candidate sans succès aux élections législatives de 2017 dans la quatrième circonscription du Var.
En 2023, elle fait voter au Sénat un amendement au projet de loi immigration qui restreint l’aide médicale d’État,. Elle explique sur twitter qu'il s'agit de « stopper la distribution d’aides incontrôlées, qui créent un “appel d’air” migratoire, que la France ne contrôle plus du tout », tandis que Médecins du monde réagit en expliquant que cela revient à « laisser sciemment la santé des personnes se dégrader avant de les prendre en charge à des stades aggravés aux Urgences » . Olivier Véran s'y oppose, et La Croix note qu'en 2019, un rapport de l’Inspection générale des finances et de l’Inspection générale des affaires sociales concluait qu'« une nouvelle réduction du panier de soins de l’AME paraît peu pertinente, y compris dans une perspective de diminution de la dépense publique ». Après avoir annoncé cet amendement sur les réseaux sociaux, elle est victime d’insultes et de menaces et annonce déposer plainte.

## Mandats
- Conseillère départementale du canton de Saint-Raphaël depuis 2015,
  - Membre de commissions départementales :
    - de la coopération intercommunale,
    - de répartition des crédits de la dotation d'équipement des territoires ruraux.
- Sénatrice du Var depuis 2020,
  - Membre de la commission des lois constitutionnelles, de législation, du suffrage universel, du Règlement et d'administration générale (LOIS)[8].
- Présidente de l'Agence du Numérique de la Sécurité Civile[9] (ANSC) depuis 2019[10].

### Mandats antérieurs
- Conseillère générale du canton de Saint-Raphaël de 2004 à 2015[11].
- Présidente de l'Agence de Développement Touristique du Var de 2015 à 2020.
- Présidente du Service départemental d'incendie et de secours (SDIS 83) de 2015 à 2020[1],
  - Membre de la Conférence nationale des services d'incendie et de secours (CNSIS)[12].
- 1re vice-présidente du conseil départemental du Var de 2017 à 2020[13],[14].
- Conseillère municipale de Saint-Raphaël de 2008 à 2020,
  - Adjointe au maire de 2008[15] à 2017[16].

## Distinctions
- Chevalier de l'ordre national du Mérite (2018)[17].